# Thamnotettix lutfi
Thamnotettix lutfi är en insektsart som beskrevs av Hakan Demir 2006. Thamnotettix lutfi ingår i släktet Thamnotettix och familjen dvärgstritar. Inga underarter finns listade i Catalogue of Life.